# Zamek w Windecken
Zamek w Windecken (niem. Burg Windecken, w średniowieczu także Burg Wonnecke) – średniowieczny zamek w Windecken, dzielnicy miasta Nidderau w powiecie Main-Kinzig w niemieckiej Hesji. Wybudowany został przez przedstawicieli rodu Hanau, lenników biskupów Bambergu.
Zamek został poważnie uszkodzony w trakcie wojny trzydziestoletniej. Zachowały się dwie bramy z XVI w., a także późniejsze, pochodzące z XVIII wieku kancelaria i piwnice winne oraz fragmenty murów obronnych.

## Położenie
Pozostałości zamku znajdują się na wzgórzu powyżej starówki w Windecken. Na północ od budynków płynie rzeka Nidder, której stromy brzeg został wkomponowany w założenie zamkowe. Od innych stron pozostałości zamku otaczają budynki Starego Miasta w Windecken, wśród nich liczne zbudowane z muru pruskiego. Windecken, niegdyś samodzielne miasto Windecken, było otoczone własnymi murami, z których zachowały się tylko resztki. Twierdza znajdowała się w strategicznym punkcie – przy przeprawie przez rzekę i skrzyżowaniu dwóch dróg.

## Historia

### Początki
Miejscowość Windecken po raz pierwszy została wymieniona w dokumencie darowizny na rzecz opactwa Fulda z ok. 850 r., pod nazwą Tezelenheim. W średniowieczu biskupi Bambergu posiadali dobra w Tezelnheim i sąsiednim Ostheim, co znajduje potwierdzenie w dokumentach z 1239, które świadczą, że Heinrich von Hanau w zamian za Stierstadt czerpał przez cztery lata dochody z Ostheim i Tezelnheim. Dochody biskupstwa mogły pochodzić z dawnych posiadłości rodu Hagen-Münzenberg
W 1260 biskup  Berthold przekazał dobra klasztorne jako zastaw Reinhardowi I z Hanau. Dwa lata później Reinhard otrzymał je jako lenno. Z tego samego roku pochodzi wzmianka o pierwszym kasztelanie zamku Windecken: Gutzoldzie z Ilbenstadt. Z dużym prawdopodobieństwem zamek Windecken powstał więc pomiędzy 1260 i 1262, za przyzwoleniem lennodawcy. Wcześniej zapewne w tym miejscu znajdowało się jakiś warowny budynek, ale brak dowodów uniemożliwia jednoznaczne potwierdzenie. Dokument wymieniający Gutzolda stanowi pierwszą wzmiankę o nazwie Windecken (Wonnecke). Czy nazwa powstała od wyrażenia „wonnigen Eck“ (rozkoszny zakątek) jest kwestią dyskusyjną. Liczne źródła dokumentują poparcie rodu von Hanau dla rozbudowy miejscowości i zamku. Król Rudolf I Habsburg przyznał w 1288 prawa miejskie i przywilej targowy osadzie Windecken, będącej wtedy w posiadaniu następcy Reinharda, Ulricha I von Hanau. Nazwa zamku przeszła wtedy na osadę. W 1379 połowę zamku i miasta otrzymała Elisabeth von Ziegenhain po zaręczynach z Ulrykiem V Hanau, jako zabezpieczenie na wypadek wdowieństwa (niem. Wittum). W 1399 Henne von Bellersheim wypowiedział wojnę Ulrykowi V i w piśmie do władz Frankfurtu ostrzegł przed walkami o zamki Hanau, Windecken, Dorfelden, Assenheim, Rodheim i Münzenberg. Nie wiadomo, jak został rozwiązany konflikt.

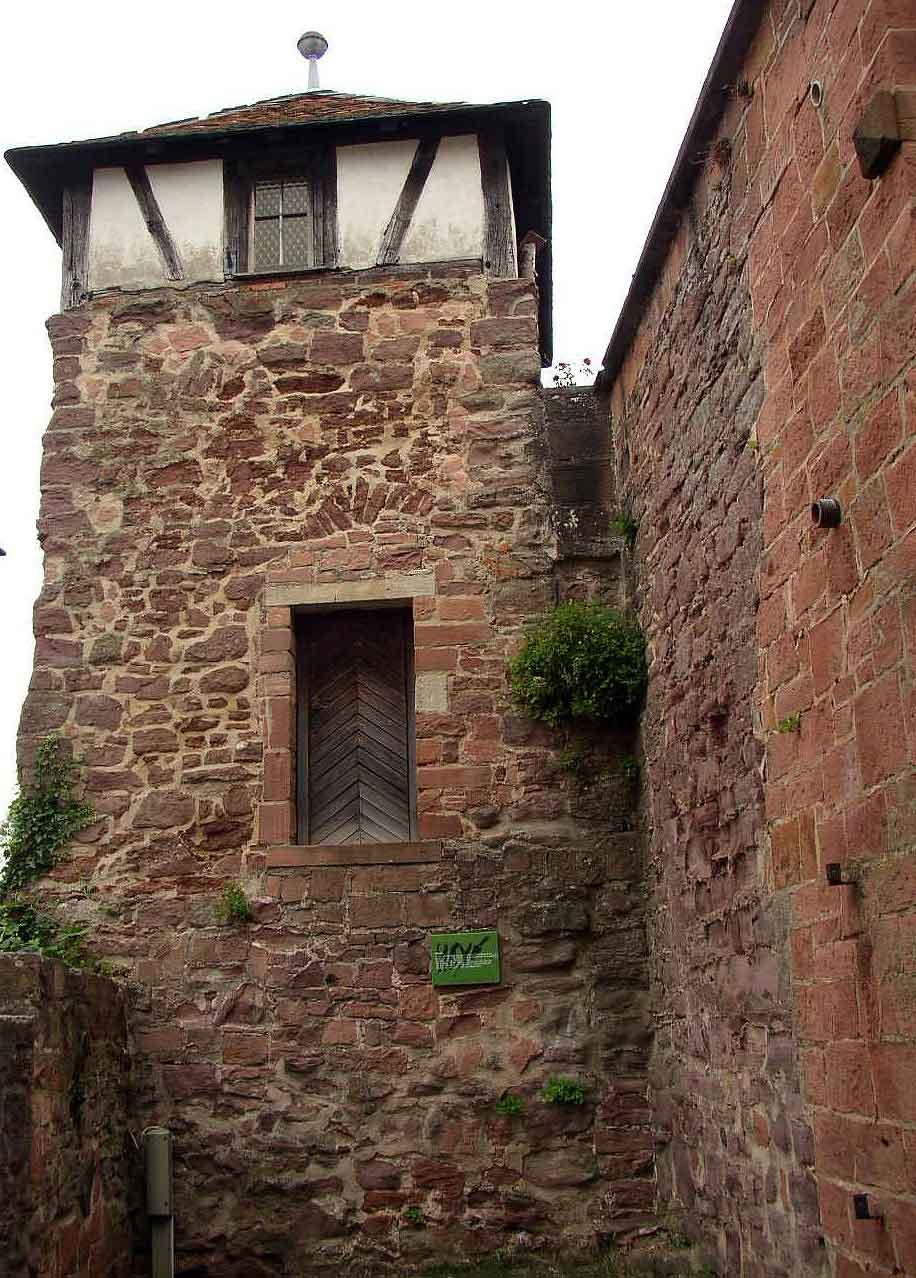
Tzw. Hexenturm (Wieża Czarownic) była częścią dawnego podzamcza

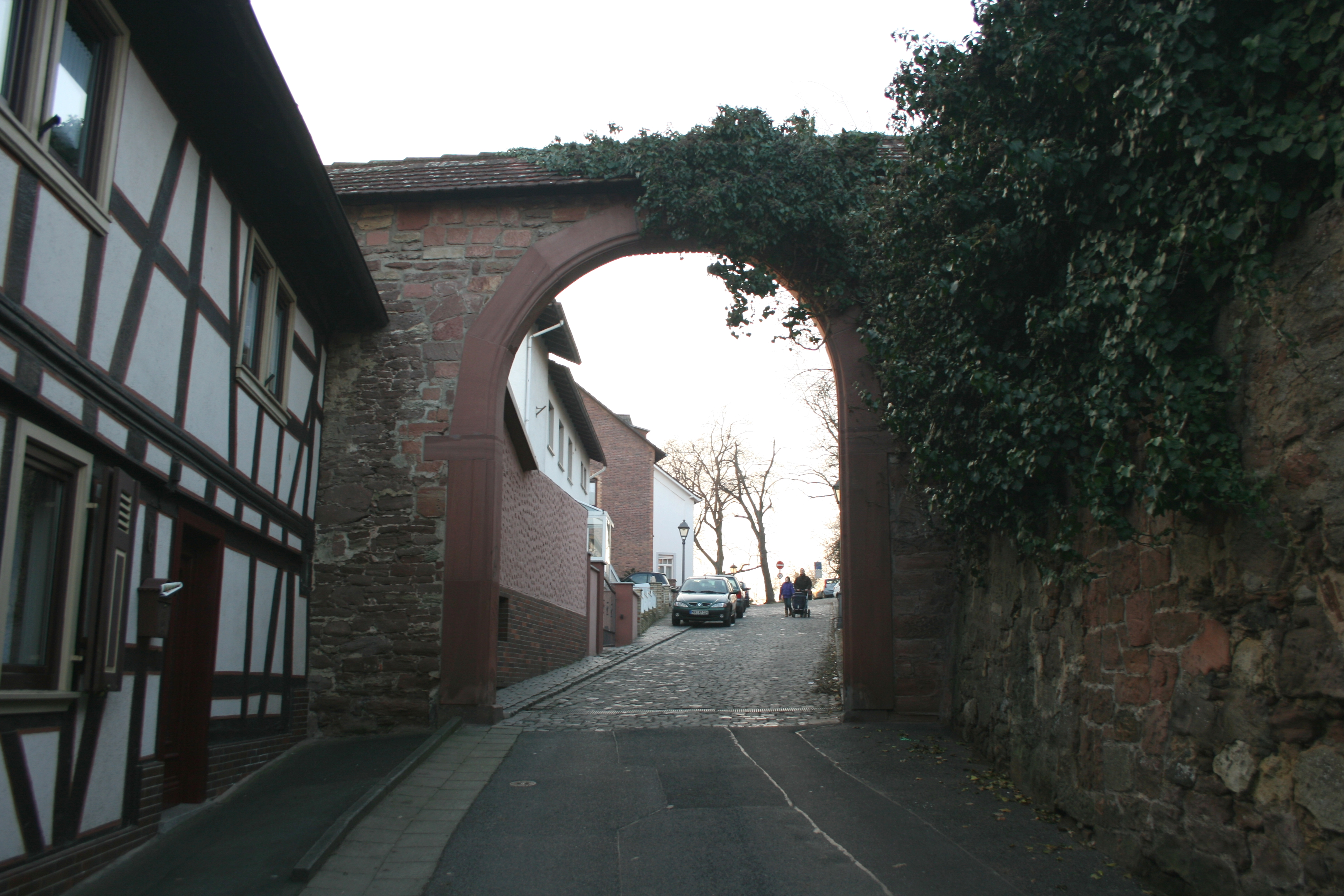
Zewnętrzna brama

### Późne średniowiecze i czasy nowożytne
Zamek był jedną z siedzib hrabiów von Hanau, którzy jednak od XIV wieku urzędowali przede wszystkim w Hanau. Zamek Windecken stał się rezydencją czasową, w której prócz tego mieszkały m.in. wdowy oraz mieściły się urzędy dla Windecken, Nauheim, Münzenbergu i Ortenbergu. W okresach wojen w zamku przechowywano dokumenty pobliskiego klasztoru w Naumburgu, nad którym Hanau sprawowało kuratelę. W Windecken urodzili się i zostali ochrzczeni hrabiowie Filip I Starszy (protoplasta linii Hanau-Lichtenberg, w 1417), Filip I Młodszy (Hanau-Münzenberg, w 1449).
Erasmus Alberus przychylnie wspomniał zamek w napisanym w 1552 dziele Kurtze Beschreibung der Wetterau. W 1597 w Windecken urodziła się Charlotte Louise, najstarsza córka hrabiego Filipa Ludwika II.
W 1612, po śmierci hrabiego zamek przypadł wdowie po nim, Katarzynie Orańskiej (Katharina Belgica von Oranien-Nassau), regentce małoletniego Filipa Moryca. W 1629, mimo wojny trzydziestoletniej rozpoczęto przebudowę zamku. W heskim archiwum w Marburgu zachowały się plany architekta Joachima Rumpfa z tamtego okresu.

### Zniszczenie
15 maja 1634 zamek został splądrowany przez Chorwatów i zniszczony. Dalsze zniszczenia poczyniły wojska szwedzkie pod dowództwem Schmidtbergera w 1646, kiedy to część zamku spłonęła.
Zdewastowane budynki przestały być użytkowane i służyły jako źródło kamieni. Windecken straciło status sezonowej rezydencji hrabiów, a także funkcję administracyjną, którą pełniło przed wojną. Dopiero w XVIII wieku istniejące resztki zabudowań i fundamentów wykorzystano do wybudowania siedziby sądu okręgowego oraz jeszcze jednego budynku. W XX wieku sąd przeniesiono gdzie indziej. Zamek przeszedł w ręce prywatne i znajduje się jako zabytek pod ochroną konserwatorską.

## Budynki
Z głównej części średniowiecznego zamku zachowały się jedynie fragmenty murów obronnych. Zachowały się także dwie bramy, z których zewnętrzna, tzw. Brama Wschodnia (Osttor) pochodzi z 1592. Wewnętrzna brama z charakterystycznymi wieżyczkami, najlepiej zachowana z całego założenia obronnego także pochodzi z XVI w. Nad wejściem umieszczony jest kartusz z herbem hrabiów von Hanau. Brama jest najbardziej charakterystycznym z zachowanych budynków. Podczas prac wykopaliskowych w piwnicach zamku natrafiono na część pieca z przedstawionym zamkiem: stołpem, budynkiem mieszkalnym i górującą nad nim bramą, podobną do zachowanej w Windecken. Nie rozstrzygnięto, czy płaskorzeźba, obecnie w rękach prywatnych, przedstawia rzeczywiście zamek Windecken.
Na podstawie planów przebudowy autorstwa Rumpfa z 1627 Ernst Julius Zimmermann próbował ustalić, jak wyglądał cały zamek. Wiadomo, że zamek był zbudowany na planie zbliżonym do prostokąta i od wschodu, południa i zachodu otoczony budynkami mieszkalnymi. Zachodniego skrzydła broniła okrągła baszta. Znacznie przebudowane podzamcze pochodzi w większości z XV wieku. Zachowały się fragmenty pierścienia murów i tzw. Wieża Czarownic (Hexentürmchen) z pochodzącą z późniejszego okresu nadbudówką z muru pruskiego. Na podzamczu mieściły się przypuszczalnie przede wszystkim budynki gospodarcze. Wątpliwości wzbudza miejsce, gdzie znajdowała się wymieniana w dokumentach z 1491 i późniejszych kaplica zamkowa pod wezwaniem św. Piotra. Mogła istnieć zarówno na terenie właściwego zamku, jak i na podzamczu. Na pewno zamek Windecken był budowlą reprezentacyjną, porównywalną z zamkiem Steinau i Schwarzenfels.
Od roku 1736 kompleks zamkowy przebudowywano i modernizowano. Budynek z mansardowym dachem, wybudowany na dziedzińcu zamkowym mieścił do 1970 sąd okręgowy, a następnie został zaadaptowany do celów mieszkalnych. W piwnicach znajduje się restauracja. Na lewo od wewnętrznej bramy wzniesiono w XVIII wieku mniejszy budynek, który przez pewien czas pełnił funkcję więzienia. Zamek jest zamieszkały i zwiedzanie jest możliwe tylko z zewnątrz.